# تلوبزودا
تلوبزودا (به لاتین: Tlobzoda) یک منطقهٔ مسکونی در روسیه است که در داغستان واقع شده‌است.